# 文坊镇
文坊镇，是中华人民共和国江西省鹰潭市贵溪市下辖的一个乡镇级行政单位。

## 行政区划
文坊镇下辖以下地区：
文坊街道社区、文坊村、塘头村、坛石村、花桥村、吊桥村、虹桥村、濠水村、天华山村、岭西村、西窑村、东际村、沙垅村、票上村、斗楼村和詹源村。

## 水文
信江支流罗塘河穿过该镇，2019年9月27日在该河上游开工建设花桥水利枢纽工程，是鹰潭最大的水利枢纽，计划供应鹰潭、贵溪城区及周边百万人民的居民生活用水，该水利工程涉及到花桥村、吊桥村、坛石村、塘头村和樟坪畲族乡的黄思村、太源村共6个行政村。